# Elizabeth McBride
Elizabeth McBride (* 17. Mai 1955 in Shreveport; † 16. Juni 1997 in Santa Fe) war eine US-amerikanische Kostümdesignerin. Für die Ausstattung des Films Miss Daisy und ihr Chauffeur war McBride 1990 für einen Oscar nominiert.

## Leben
McBride erhielt ihr erstes Filmengagement 1983 von Bruce Beresford, für dessen Film Comeback der Liebe. Sieben Jahre später übernahm sie die Ausstattung der Tragikomödie Miss Daisy und ihr Chauffeur, für die sie 1990 für den Academy Award in der Kategorie „Bestes Kostümdesign“ nominiert war. McBride starb 1997 im Alter von 42 Jahren in Santa Fe an einer Krebserkrankung.

## Filmografie (Auswahl)
- 1983: Comeback der Liebe (Tender Mercies)
- 1988: Tapeheads – Verrückt auf Video (Tapeheads)
- 1989: Miss Daisy und ihr Chauffeur (Driving Miss Daisy)
- 1991: Thelma und Louise
- 1991: Grüne Tomaten (Fried Green Tomatoes)
- 1993: Made in America
- 1993: Flesh And Bone – Ein blutiges Erbe (Flesh and Bone)
- 1994: Die Verurteilten (The Shawshank Redemption)
- 1995: Assassins – Die Killer (Assassins)
- 1996: Michael